# Das grüne Zimmer
Das grüne Zimmer (Original: La chambre verte) ist ein französisches Filmdrama von François Truffaut aus dem Jahre 1978. Er basiert auf Motiven von Henry James, insbesondere der Erzählung The Altar of the Dead.

## Handlung
Der Journalist Julien Davenne arbeitet nach Ende des Ersten Weltkriegs bei einer Provinzzeitschrift und ist dort hauptsächlich für das Verfassen von Nachrufen verantwortlich. Viele seiner Freunde sind im Krieg gefallen und seine Frau Julie stirbt ebenfalls nach kurzer Zeit. Für all die Verstorbenen richtet er bei sich zu Hause ein Zimmer ein, in dem er nächtelang Gespräche mit ihnen führt. Er lernt Cécilia Mandel kennen. Auch sie trauert um einen Toten. Davennes grünes Zimmer wird durch ein Feuer fast vollständig zerstört. Daraufhin kauft er eine Kapelle und richtet sie her. Er hält Andachten für seine tote Frau, alle seine toten Freunde und alle weiteren Toten, die er verehrt, vor allem Künstler. Für Davenne sind die Toten lebendiger als manche Lebenden, von denen er tagtäglich umgeben ist. Plötzlich erkennt er, dass die Trauer Cécilias einem seiner Feinde gilt, Paul Massigny, der nach Davennes Ansicht einst die gemeinsamen Ideale verraten hatte. Davenne und Cécilia trennen sich. Nun hat Davenne unter den Lebenden keinen mehr, den er akzeptiert oder auch nur sehen möchte. Er wird ernsthaft krank. Ein letztes Treffen mit Cécilia endet mit dem Tod des völlig entkräfteten Davenne, der in Cécilias Armen stirbt. Cécilia übernimmt Davennes Nachfolge und trauert um ihn und die weiteren Toten.

## Kritiken
film-dienst: Eine sehr persönlich und sehr subtil gestaltete Darstellung des Zwiespalts zwischen Treue über den Tod hinaus und Offenheit für Veränderungen und Wechselfälle des Lebens.
Kay Wenigers Das große Personenlexikon des Films verortete in diesem Film „eine, trotz seiner Morbidität, bezaubernde Geschichte einer Liebe, die weit über den Tod eines geliebten Menschen hinausreicht.“

## Synchronisation
Die deutsche Synchronfassung wurde 1979 bei der Studio Hamburg Atelier Betriebs GmbH erstellt.
| Rolle           | Darsteller        | Synchronsprecher  |
| --------------- | ----------------- | ----------------- |
| Julien Davenne  | François Truffaut | Wolfgang Forester |
| Cecilia Mandel  | Nathalie Baye     | Heidi Schaffrath  |
| Bernard Humbert | Jean Dasté        | Alf Marholm       |